# 3128 Обручев
3128 Обручев (3128 Obruchev) — астероїд головного поясу, відкритий 23 березня 1979 року.
Тіссеранів параметр щодо Юпітера — 3,196.
Відкрита 23 березня 1979 М. С. Черних. Названа на честь Володимира Опанасовича Обручева (1863-1956), видатного геолога і географа, який вніс вклад в геологічне вивчення й освоєння Сибіру і Центральної Азії.